# Castello di Brindisi di Montagna
Il castello di Brindisi Montagna, o castello Fittipaldi, è una fortificazione medievale situata nel paese di Brindisi Montagna, in Basilicata. Costruito intorno al 1200 si presenta come una roccaforte posizionata su di un ampio costone di roccia, sua prima difesa naturale.

## Storia

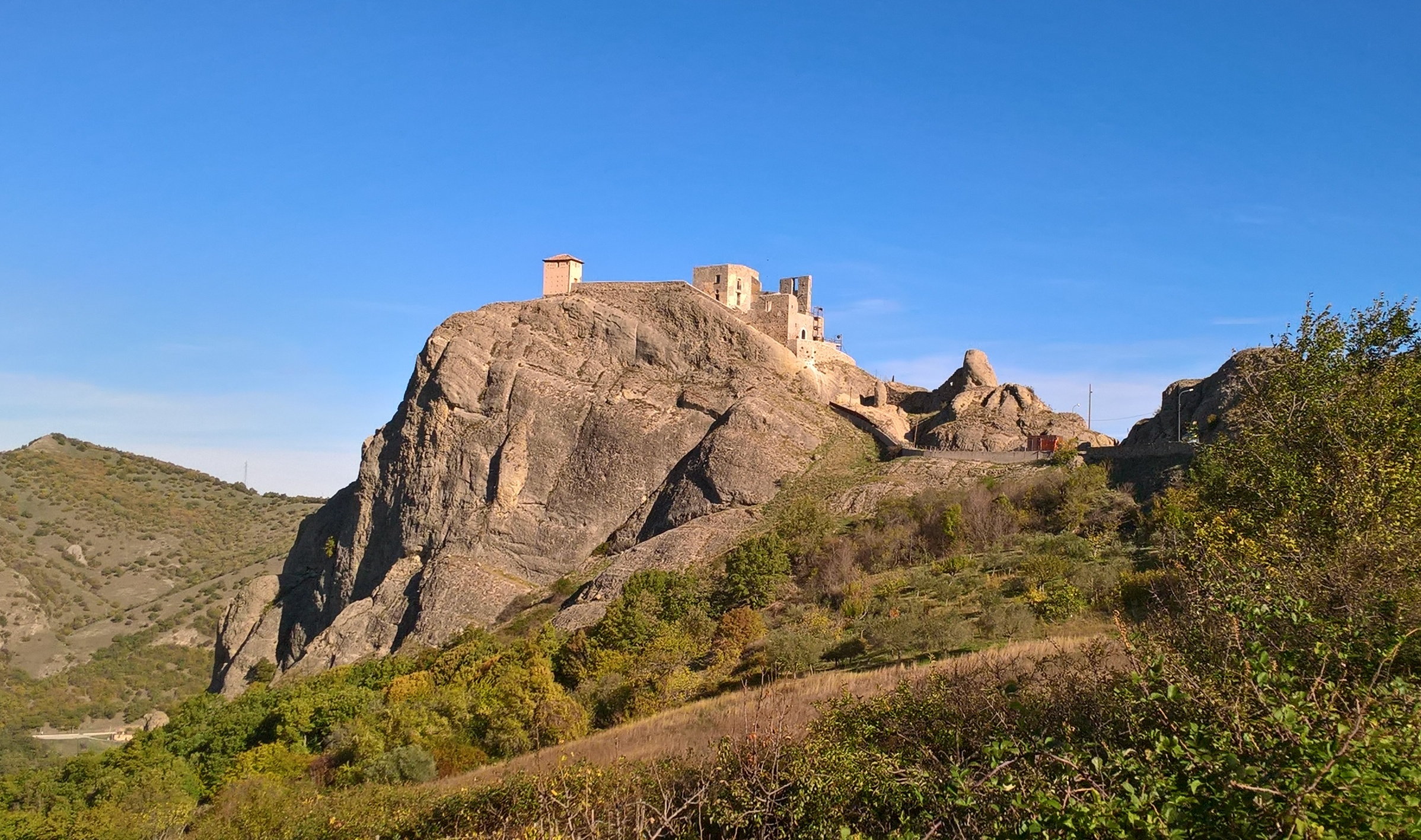

Il castello, nato come fortificazione, si trasforma nel tempo in dimora stagionale di importanti famiglie nobiliari. 
Sono poche le fonti documentali al riguardo. La prima tra queste che decreta la presenza del castello risale al 1240, negli Statuta Officiornum emanati da Federico II di Svevia in cui è riportato il castello di Brindisi di Montagna come castrum Brundusii de Montana. Si tratta di un elenco di 29 castelli demaniali del giustizierato di Basilicata in cui si evince che questo castello sia parte di una rete più articolata di vedette e di presidi. Tutte queste opere architettoniche militari erano costruite e utilizzate per la difesa e il controllo del territorio di questa parte del Regno delle Due Sicilie.
Per redigere la struttura fortificata si scelse una posizione che permettesse di dominare e controllare l'alta valle del Basento, in cui scorre l'omonimo fiume. Nel corso del medioevo, infatti, il fiume, proprio per la mancanza di strade, rappresentava una delle principali vie di comunicazione grazie, soprattutto, ai molti tratturi che lo costeggiavano. Il Basento, in questo modo, poteva collegare vaste aree interne della Basilicata (come la provincia potentina) alla costa ionica. Qui erano presenti una serie di castelli posti a creare una sorta di concatenazione nel percorso degli itinerari percorsi dalle truppe militari, di scorta agli ufficiali imperiali o allo stesso imperatore, percorsi nei frequenti spostamenti tra la Capitanata e la Sicilia.
Il castello di Brindisi di Montagna era circondato dai castelli demaniali di Anzi, Calvello e Abriola, ovvero lungo la direttrice prestabilita nel vasto programma edilizio, di natura strategico-militare, attuato a partire dall'assise De Novis Aedificiis Diruendis del 1220. Lungo questa direttrice erano presenti anche le rocche di Pietrapertosa, Castelmezzano, Laurenzana e Castel Bellotto. 
Dopo gli ultimi vani tentativi di Corradino di Svevia di opporsi agli Angiò, il nuovo re Carlo I sostituì con cavalieri d'oltralpe tutti i milites legati al passato regime. Per questo motivo, nella storia a seguire, si susseguono signori di diverse casate. Nel 1266 Guidone de la Forest divenne il primo dominus di Brindisi di Montagna. Seguirà, nel 1280, Pietro de Hugot, dopo il matrimonio contratto con Isabella de la Forest, figlia di Guidone, di cui prese il posto. Oltre a Brindisi di Montagna, Isabella portò in dote anche l'intero feudo di Anzi e metà di quello di Fontanafura in Capitanata. Nel 1283, però, tutti i territori portati in dote furono ceduti a Gerardo d'Yvort, signore di San Fele e di Armaterra, in cambio di Salandra. In ultimo, nel 1284, il feudo divenne di proprietà di Aegillo di Belmonte, che non lasciò eredi, per cui Brindisi, così come Anzi, divenne territorio demaniale.
Del periodo angioino si conoscono solo gli eventi scatenati dall'esosa politica fiscale imposta dal governo regio, che provocò malcontento in molti centri del Mezzogiorno, soprattutto in quelli già colpiti dalla carestia del 1270 e dal disastroso terremoto del 1273. Gli abitanti di Brindisi, vessati dalle pretese e dalle richieste che provenivano dalla Curia regia e dai vassalli locali, si resero protagonisti di un'azione di rivolta contro il proprio feudatario, come avvenne nelle vicine Trifoglio, Garaguso, Laurenzana. Il carico fiscale non si basava solo su contribuzioni ordinarie, ma anche su collette straordinarie, come il fodro, esazione in natura, sotto forma di cibo, da fornire all'esercito regio, impegnato nelle importanti ed estenuanti operazioni militari. Nello specifico, ciò che scatenò la rivolta, avvenuta nel marzo del 1269, fu quello di fornire, per ordine del re, 60 salme "di vectugalia" da recapitare all'esercito che stava assediando Lucera, uno tra gli ultimi bastioni della rivolta ghibellina.
Poche le notizie dei secoli a venire. Del 1414, si conosce il nome di un certo Baldassarre La Zatta signore di Brindisi. Dal 1449 inizia il dominio dei Sanseverino, con il V conte di Tricarico, Antonio Sanseverino. Nel 1456 un terremoto di elevata intensità distrusse completamente il contado, che rimase disabitato fino all'arrivo, intorno al 1535, di una colonia di Albanesi provenienti dalla città di Corone. 
Grazie alle informazioni riportate sui Cedolari del 1639 e del 1654, è possibile sapere che, pur essendo ancora pienamente visibile e riconoscibile nella sua struttura, il castello aveva ormai perso i caratteri di una fortezza per diventare la residenza dei Sanseverino, prima, e degli Antinori poi dei Battaglia ed infine fu acquistato dalla Nobile famiglia dei Fittipaldi che ad inizio 900 la donò al Comune di Brindisi di Montagna.  

## Geografia
Il castello sorge nel borgo di Brindisi Montagna nella parte centro settentrionale della provincia di Potenza, in Basilicata e confina con la parte nord-orientale della provincia di Matera.  I resti dell'antica roccaforte fortificata medievale, sono presenti lungo il corso del fiume Basento, all'altezza di Serra del Ponte, a 877 metri d'altezza sul livello del mare, posizionati su un blocco arenario che si caratterizza da uno strapiombo sul lato occidentale della rocca.

## Architettura
Per accedere alla rocca è possibile attraversare varie strade. La più utilizzata è quella che parte dal belvedere, nella parte meridionale dell'abitato, in prossimità della chiesa di San Vincenzo, e, attraverso una salita rapida costellata da spuntoni rocciosi, conduce direttamente alle mura del castello. L'architettura e l'arroccamento presentano le caratteristiche di un complesso difensivo caratterizzato da tre elementi principali: - la parte centrale, lungo il dorso roccioso della collina, su differenti livelli; - la parte settentrionale, con la torretta per gli avvistamenti (poi trasformata dagli Antinori nella cappella di San Michele); - la parte meridionale dove sono presenti poche ma significative tracce murarie incastonate negli elementi rocciosi. La sua funzione difensiva è deducibile sia dalla presenza di feritoie, sia dalla sua posizione sovrastante l'incrocio tra i due tratturi di accesso alla rocca. Si differenzia dai castelli svevi, per l'impianto planimetrico, i caratteri formali e le tecniche costruttive, in quanto preesistente rispetto ad altri costruiti per volere di Federico II. Presenta, invece, numerose trasformazioni realizzate a partire dalla dominazione angioina. 

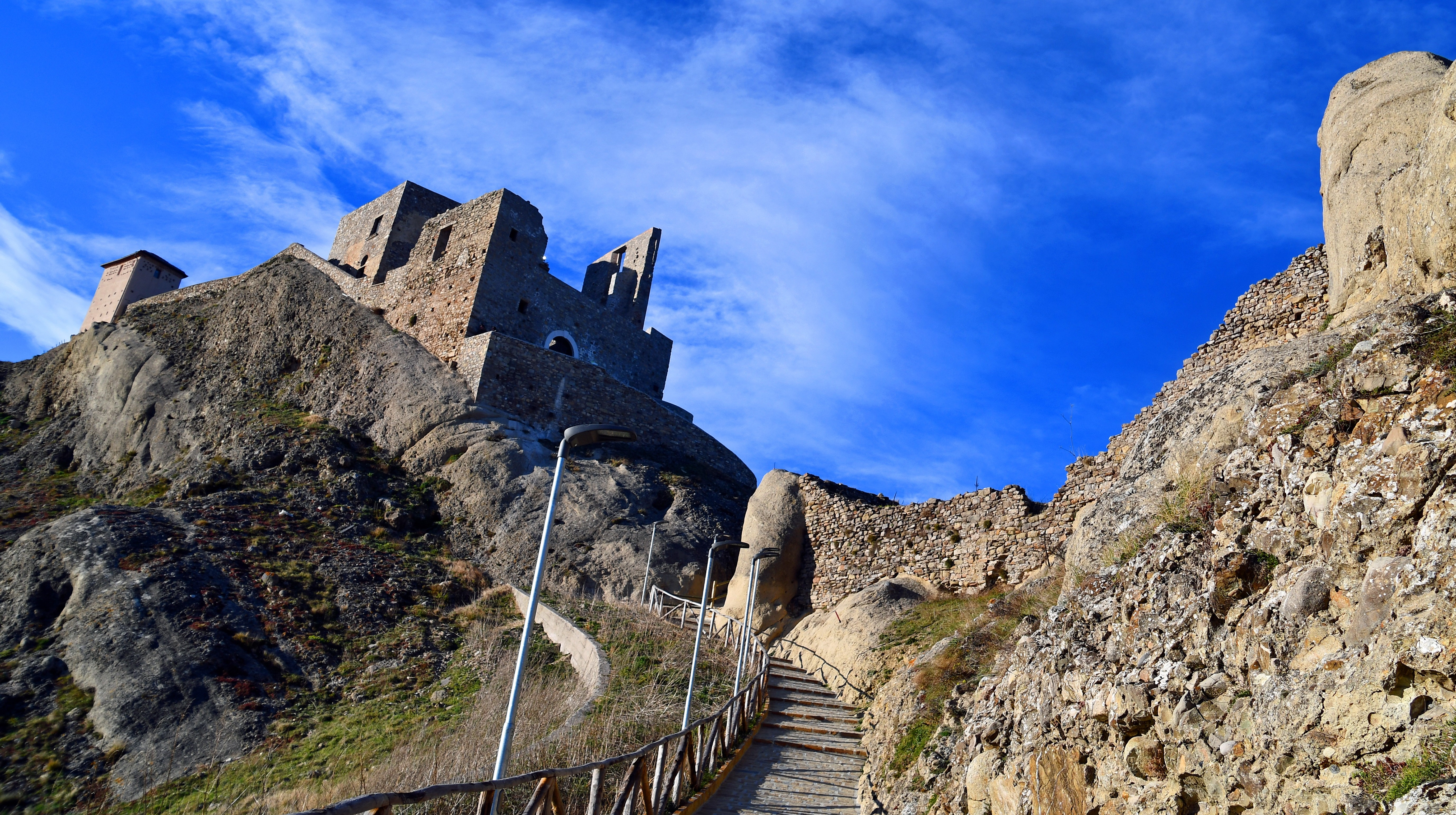

Il castello presenta elementi e caratteri tipici di strutture fortificate normanne, come nel caso dell'ubicazione periferica della rocca rispetto all'abitato, una costante di molti centri normanni dell'Italia meridionale. Allo stato attuale alcune ricerche, effettuate mediante l'analisi delle tecniche costruttive, mostrano la presenza di differenti tipi murari, sia per le diverse caratteristiche lito-mineralogiche e il grado di assortimento dei conci lapidei nell'apparecchio murario, sia per le visibili modalità esecutive del manufatto. Prima del corpo centrale, alla sinistra dell'entrata principale, è presente un avancorpo basso, con numerose feritoie e strette aperture. Probabilmente aveva la funzione di avvistamento per la difesa da incursioni nemiche provenienti da Sud.
Molto interessante osservare che la sua struttura muraria presenta due diverse stratificazioni. La prima è costituita da filari suborizzontali di pietre arrotondate estratte dal fiume o dai torrenti sottostanti. La seconda, al di sopra e in adiacenza alla prima, presenta delle verosimili somiglianze, per tessitura e le caratteristiche litologiche, con la prima stratificazione muraria del nucleo normanno. Questo fa pensare che sia probabile, quindi, che l'avancorpo, di cui rimangono solo le fondazioni e parte dei muri in elevazione, appartenga ad una fase anteriore a quella di costruzione del castello. Per questi motivi, forse, Brindisi poteva rappresentare un importante sistema di avvistamento già prima della fase normanna e della ristrutturazione sveva. Data la struttura e la posizione, le sentinelle avevano modo di controllare da nord a sud il movimento di transito lungo il Basento.
Poco distante geograficamente, infatti, fin dal IX secolo, i Saraceni costituirono numerosi presidi, arroccati in siti montuosi, come nei casi di Pietrapertosa, Castelmezzano, Monte Saraceno (in territorio di Calvello), e Abriola. Tra il XIII ed il XIV secolo, il castello di Brindisi di Montagna presentava un complesso ed organico sistema di punti di osservazione e di difesa: - La torre di vedetta alla punta settentrionale del costone roccioso, - il mastio e il corpo adiacente, munito di feritoie, - l'avancorpo di fiancheggiamento, nei pressi dell'entrata principale, - l'avancorpo ricavato interamente nella roccia, sito a ridosso della facciata orientale, - il corpo di fabbrica, ubicato al di sopra della seconda cima rocciosa, che dominava dall'alto l'ingresso alla rocca. Oggi è possibile visitare il castello grazie ad una serie di lunghi interventi che ne hanno permesso la riapertura il 13 ottobre del 2018.

## Dagli appunti di un viaggiatore francese dell'Ottocento
"Jamais, du reste, dans l'antiquité pas plus que de nos jours, il n'y a eu de localités importantes sur le parcours de Potenza à Métaponte par le val du Basiento. Les trouvailles archéologiques y on été jusqu' ici fort rares, et je ne sache pas un seul point du trajet qui mériterait un arrêt de la part du voyageur, sauf peut-être Brindisi-la-Montagna avec son château fort dell'epoqué normande. On y a decouvert quelques inscriptions latines attestant l'existence d'un bourg en cet endroit sous les Romains. Son nom mêmê révèle une origine beaucoup plus ancienne, antéricure à la conquête du pays par les Lucaniens. Il est, en effet, identieu à celui du grand port de mer de l'entrée de l'Adriatique, le Brentésion des Grecs, Brundisium des Latins, dont on nous a transmis l'étymologie, tirée du mot brentes, qui signifiait un «cerf» dans la langue messapique. La forme latine Casuentus, pour le nom du fleuve que domine Brundisium lucanien, suppose aussi nécessairement une forme primitive Kazoeis, qui linguistiquement est aussi messapique. J'ai, du reste, eu déjà l'occasion de montrer ailleurs qu'un grand nombre de noms géographiques de la contrée établissest l'emploi d'un idiome pareil à celui des Iapysgique des (Enotriens, prédécesseurs des Lucaniens de race sabellique. Ces noms descendent au sud jusqu'au fleuve Tracis, le Trionto de nos jours."

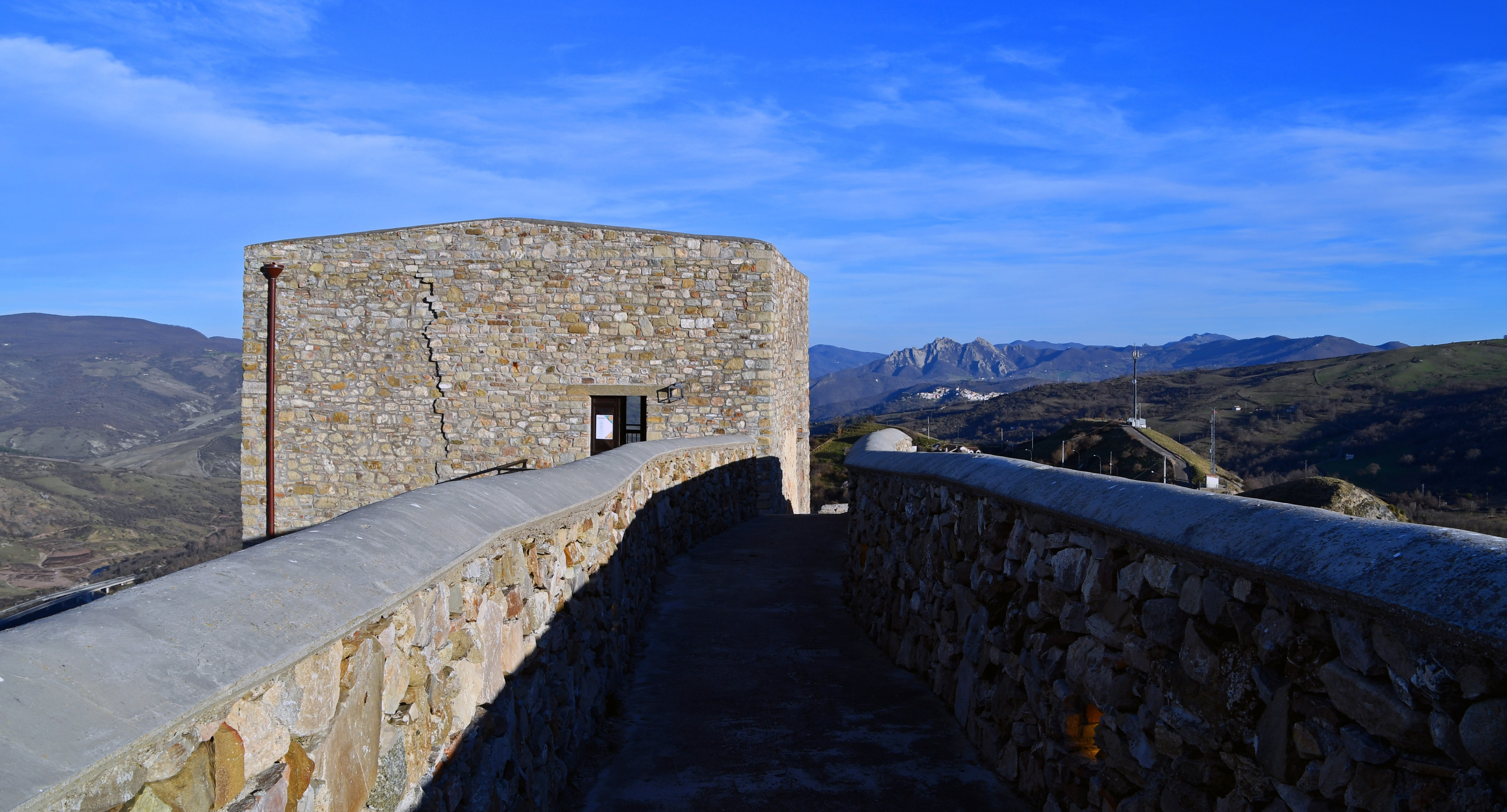